# Loa (Utah)
Loa je správní město okresu Wayne County ve státě Utah. K roku 2000 zde žilo 525 obyvatel. S celkovou rozlohou 2,3 km² byla hustota zalidnění 229,9 obyvatel na km².